# Mill Creek (Swatara Creek)
Der Mill Creek (englisch für „Mühlbach“) ist ein Bach im Schuylkill County in Pennsylvania (USA).
Er beginnt am Lebanon Reservoir, einem von mehreren kleinen Bächen gespeisten Stausee. Ab der Staumauer fließt der Mill Creek in südöstliche Richtung durch die Pine Grove Township. Bei der Ortschaft Suedberg und der Überführung der Pennsylvania Route 443 wechselt die Flussrichtung nach Südwesten bzw. Westen. Kurz darauf mündet der Bach in den Swatara Creek.
Die Länge des Mill Creeks beträgt ungefähr fünf Kilometer.